# Летичівська рівнина
Лети́чівська рівни́на — підвищена рівнина в Україні, на межі Хмельницької та Вінницької областей, між смт Летичів та Літин. 
Летичівська рівнина — це долиноподібне зниження в межах Подільської височини, що з'єднує долину річки Південний Буг (в районі гирла річки Вовк) і верхів'я лівих приток Згару. Довжина рівнини 35 км, ширина 12—16 км. Переважні висоти 280—300 м, максимальна — 326 м. Поверхня слабогорбиста, місцями трапляються вапнякові скелі. Рівнина є прохідною долиною середньоантропогенового віку. Складається з вапняків, гранітів, перекритих лесоподібними суглинками та пісками. Вкрита лучно-болотною рослинністю. 
Деякі географи вважають її льодовиковою долиною, інші — алювіальною терасою.